# 大窪区
大窪区（だいわ-く）は中華人民共和国遼寧省盤錦市に位置する市轄区。

## 歴史
県名は地勢が低く窪んだ場所に位置することによる。
1970年に設置された大窪区を前身とする。1975年に大窪県と改称された。
2016年3月に再び市轄区の大窪区に改編された。

## 行政区画
8街道弁事処、10鎮を管轄する。
- 街道弁事所：栄浜街道、二界溝街道、栄興街道、大窪街道、田家街道、楡樹街道、王家街道、于楼街道
- 鎮：田荘台鎮、東風鎮、新開鎮、清水鎮、新興鎮、西安鎮、新立鎮、唐家鎮、平安鎮、趙圏河鎮

## 交通

### 鉄道
- 中国国家鉄路集団
  - 溝海線

### 道路
- 高速道路
  -  丹錫高速道路
  -  盤錦疎港高速道路（中国語版）
- 国道
  -  G228国道
  -  G305国道（中国語版）